# Parioninella astridae
Parioninella astridae är en kräftdjursart som beskrevs av Hugo Frederik Nierstrasz och Brender a Brandis1930. Parioninella astridae ingår i släktet Parioninella och familjen Bopyridae. Inga underarter finns listade i Catalogue of Life.